# USS Tillman (DD-641)
Эскадренный миноносец «Тиллмэн» (англ. USS Tillman (DD-641)) — американский эсминец типа «Гливс».
Заложен на верфи Charleston Navy Yard, Чарлстон 1 мая 1941 года. Спущен 20 декабря 1941 года, вступил в строй 4 июня 1942 года.
Выведен в резерв 16 марта 1946 года. Из ВМС США исключён 1 июня 1970 года.
Продан 8 мая 1972 года фирме «Southern Scrap Material CO., LTD.» в Новый Орлеан и разобран на слом.